# Trybliographa gracilicornis
Trybliographa gracilicornis är en stekelart som först beskrevs av Cameron 1888.  Trybliographa gracilicornis ingår i släktet Trybliographa, och familjen glattsteklar. Arten är reproducerande i Sverige.